# Buienlijn

De buienlijn van een donderwolk.

Een buienlijn is een lijn van zware buien en/of onweersbuien. Vaak bevatten deze veel regen en onweer, terwijl er ook sterk veranderlijke zware windstoten op kunnen treden en soms ook hagel. De lijn kan een koufront, trog of ander systeem in de mesoschaal zijn. Doordat buienlijnen zich snel kunnen ontwikkelen en gepaard kunnen gaan met windstoten van meer dan 100 km/h en scherpe windsprongen, kunnen ze zeer verraderlijk zijn. Ze komen veel voor in de intertropische convergentiezone en de tropische golf. Buienwolken kunnen hoogtes bereiken van meer dan 15 kilometer, waarbij de top uitwaaiert in de vorm van een aambeeld.
Buienwolken ontstaan in gebieden waar warme lucht door convergentie sterk stijgt. Ze onderscheiden zich daarbij van luchtmassabuien door een duidelijke verticale windschering. De wind neemt daarbij sterk toe met de hoogte, waardoor er naast de stijgende warme lucht ook dalende koude luchtstromen kunnen voorkomen. Daardoor kunnen zichzelf veel langer in stand houden dan luchtmassabuien. Door de koude dalende luchtstromen ontstaat bij het aardoppervlak een meso-koufront dat steeds verder voor de bui uit kan gaan lopen, vaak met een rolwolk, soms met een stofstorm. Achter dit front kan de temperatuur sterk dalen en kunnen scherpe windsprongen optreden. 